# Matteo Jorgenson
Matteo Jorgenson   (Walnut Creek, 1 de juliol de 1999) és un ciclista estatunidenc, professional des del 2018, quan fitxà pel Jelly Belly-Maxxis. El 2020 fitxà per l'equip Movistar Team, de categoria UCI WorldTeam. Actualment corre amb el Team Visma-Lease a Bike
En el seu palmarès destaca el Tour d'Oman de 2023.

## Palmarès
- 2015
  - Vencedor d'una etapa a la Volta a Irlanda júnior
- 2016
  - 1r a La Crosse Omnium
  - Vencedor d'una etapa a la Volta a Irlanda júnior
  - Vencedor d'una etapa a la Green Mountain Stage Race júnior
- 2017
  - Vencedor d'una etapa a la San Dimas Stage Race júnior
- 2023
  - 1r al Tour d'Oman i vencedor d'una etapa
  - Vencedor del premi de la combativitat a l'etapa 9 del Tour de França
- 2024
  - 1r a la París-Niça
  - 1r a l'A través de Flandes
- 2025
  - 1r a la París-Niça

### Resultats al Tour de França
- 2022. 21è de la classificació general
- 2023. No surt (16a etapa)
- 2024. 8è de la classificació general
- 2025. 19è de la classificació general

### Resultats al Giro d'Itàlia
- 2021. 98è de la classificació general